# Capitatum
Le capitatum (ou grand os en ancienne nomenclature) est le plus grand os du carpe situé au milieu de sa deuxième rangée.

## Description

Le capitatum (en rouge)

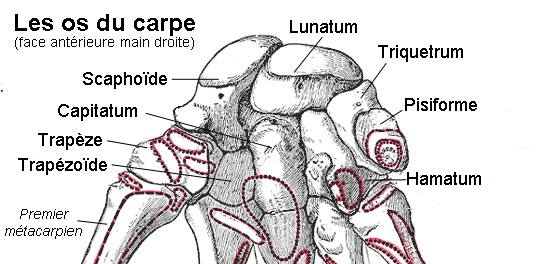
Os du poignet

Le capitatum est constitué d'une tête arrondie en haut et d'un corps en bas, reliés par un col rétréci.
Il présente six faces :
- une face supérieure ronde et lisse qui s'articule avec le lunatum,
- une face inférieure divisée par deux crêtes en trois facettes articulaires pour la base des deuxième, troisième et quatrième métacarpien,
- une face antérieure avec un tubercule destiné à l'insertion des muscles adducteur et court fléchisseur du pouce,
- une face postérieure large et rugueuse,
- une face latérale possédant une petite surface articulaire antéro-inférieure pour le trapézoïde, au-dessus le sillon du col forme une dépression rugueuse pour l'insertion d'un ligament interosseux et au-dessus de celui-ci une surface articulaire lisse et convexe pour le scaphoïde,
- une face médiale avec une facette articulaire postéro-supérieure pour l'hamatum et à l'avant une surface rugueuse d'insertion d'un ligament interosseux.

## Aspect clinique
Les fractures du capitatum représente 1,3 % de toutes les fractures du poignet. Les fractures isolées du capitatum ne représentent que 0,3 % et sont souvent non déplacées. En effet, le capitatum est au centre de la région carpienne et est donc assez bien protégé. Les fractures de la tête surviennent en même temps que les fractures d'un autre os du carpe, le scaphoïde.